# Wilma Neruda
Pour les articles homonymes, voir Neruda.

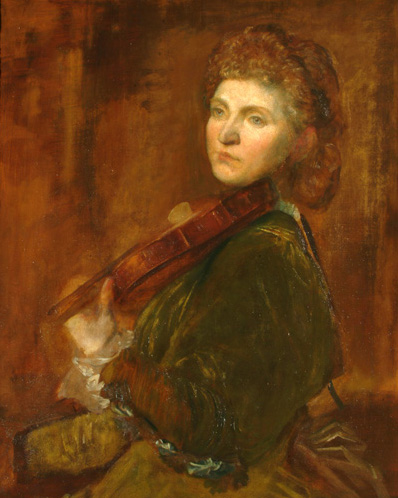
Portrait de Wilma Neruda par George Frederic Watts

Wilma Neruda (née à Brünn en Autriche-Hongrie le 21 mars 1838, morte à Berlin le 15 avril 1911) est une violoniste austro-hongroise d'origine morave.

## Biographie
Née Wilhelmine Maria Franziska Neruda, elle était connue sous le nom de Wilma Norman-Neruda après son mariage avec le compositeur suédois Ludvig Norman et comme Lady Hallé après son mariage avec le pianiste et chef d'orchestre allemand Charles Hallé. Elle est la sœur de Franz Xaver Neruda.
Elle joua notamment sur le stradivarius "Ernst-Lady Hallé" de 1709.
À partir de 1900, elle vécut à Berlin où elle fut professeur au Conservatoire Stern.
Le cratère vénusien "Halle" a été nommé en son honneur,.

## Référence
1. ↑  « https://opacplus.bsb-muenchen.de/search?oclcno=869872794&db=100 »
2. 1 2 3  Marc Honegger, Dictionnaire de la musique : Tome 2, Les Hommes et leurs œuvres. L-Z, Paris, Bordas, 1979, 1232 p. (ISBN 2-04-010726-6), p. 788
3. ↑  « Sherlock Holmes And Wilma Norman-Neruda », sur sherlockpeoria.net (consulté le 26 décembre 2016)
4. ↑  (en-US) « Antonio Stradivari, Violin, Cremona, 1709, the 'Lady Halle, Ernst' | Tarisio » (consulté le 19 mai 2019)
5. ↑  FindTheData : Where does the name for the astrogeological feature Halle come from?
6. ↑  (en) Working Group for Planetary System Nomenclature, Gazetteer of Planetary Nomenclature 1994, Washington, International Astronomical Union, United States Government Printing Office, 1995, 295 p. (lire en ligne), p. 17.